# Izaac Wanggai
Izaac Johanes Wanggai (sinh ngày 19.05.1982 ở Nabire, Papua) là một cầu thủ bóng đá người Indonesia thi đấu ở vị trí tiền vệ cho câu lạc bộ Indonesia Persebaya Surabaya.
Em trai của anh, Patrich Wanggai, và anh họ của anh, Imanuel Wanggai, cũng là cầu thủ bóng đá.